# José Antonio Martín Domínguez
José Antonio Martín Domínguez (nacido en San Juan Despí, Barcelona, el 4 de abril de 1964) es un exjugador de fútbol español.

## Jugador
Inició su carrera futbolística como jugador en las categorías inferiores del Fútbol Club Barcelona, pasando previamente por el Fútbol Club Levante Las Planas (Equipo de fútbol de Sant Joan Despí, Barcelona) para desarrollar gran parte de su carrera en el Club Atlético Osasuna. Tras tres exitosos años donde logró ser internacional español, finalizó su carrera en el Atlético Marbella.

### Trayectoria como jugador
- Barcelona Atlètic (1986-1988)
- Unió Esportiva Figueres (1988-1989)
- Club Atlético Osasuna (1989-1994)
- Atlético Marbella (1994-1996)
- Club de Futbol Gavà (1996-1999)